# Богданівська сільська рада (Благовіщенський район)
| Богданівська сільська рада — орган місцевого самоврядування у Благовіщенському районі Кіровоградської області з адміністративним центром у с. Богданове. Сільській раді були підпорядковані населені пункти: - с. Богданове - с. Маньківське |

## Склад ради
Рада складалася з 12 депутатів та голови.

### Керівний склад ради
| ПІБ                         | Основні відомості                                                                       | Дата обрання | Дата звільнення |
| --------------------------- | --------------------------------------------------------------------------------------- | ------------ | --------------- |
| Сілкіна Світлана Михайлівна | Сільський голова, 1961 року народження, освіта, позапартійна                            | 26.03.2006   | 31.10.2010      |
| Сілкіна Світлана Михайлівна | Сільський голова, 1961 року народження, освіта середня спеціальна, член Партії регіонів | 31.10.2010   |                 |

Примітка: таблиця складена за даними джерела

## Населення
Згідно з переписом УРСР 1989 року чисельність наявного населення села становила 1115 осіб, з яких 479 чоловіків та 636 жінок.
За переписом населення України 2001 року в селі мешкало 618 осіб.

### Мова
Розподіл населення за рідною мовою за даними перепису 2001 року:
| Мова       | Відсоток |
| ---------- | -------- |
| українська | 96,43 %  |
| російська  | 2,11 %   |
| молдовська | 0,81 %   |
| болгарська | 0,49 %   |